# Гихтель, Иоганн Георг
Иоганн Георг Гихтель (14 марта 1638, Регенсбург — 21 января 1710, Амстердам) — германский богослов-мистик и спиритуалист.

## Биография
Родился в семье налогового инспектора. Первоначально изучал в Страсбурге богословие, затем переключился на изучение юриспруденции; после завершения обучения непродолжительное время работал адвокатом в Шпайере, но в 1664 году вернулся в Регенсбург. С юности считал, что в своих снах и видениях может напрямую общаться с небесным миром. Познакомившись с венгерским бароном Юстинианом фон Вельтцем и его планами коренной реформы протестантской церкви, посчитал лютеранство «омертвевшим» и вместе с ним предпринял попытку осуществить проект «назидательной христианской общины Иисуса» («Christerbauliche Jesusgesellschaft») для улучшения жизни христиан и обращения язычников.
Вступив в сношения с другими «мечтателями» (например, Фридрихом Бреклингом в Голландии), Гихтель всё больше проникался убеждением, что «Бог не вне нас, а надо искать его внутри себя». Всякое внешнее служение Богу, вся схоластика лютеранской догматики казались ему лживыми; в первую очередь он выступал против доктрины оправдания. Вступив в конфликт с духовенством Нюрнберга и Регенсбурга из-за своих взглядов, был сначала обвинён в анабаптизме и арестован, а в 1665 года изгнан из Регенсбурга, после чего два года странствовал по германским землям, а в 1667 году нашёл убежище в Зволле у Бреклинга, где получил место пастора, но после конфликта Бреклинга в 1668 году с амстердамской консисторией лишился этого места и был изгнан из Зволле, перебравшись в Амстердам, где жил вместе с немногочисленными последователями в сформированной им общине и скончался в нужде, принципиально живя лишь на пожертвования, так как считал любое беспокойство, связанное с мирскими делами, дьявольским искушением. В 1682 году первым издал сочинения мистика Якоба Бёме (Амстердам, 2 тома).
Согласно оценке ЭСБЕ, учение Гихтеля представляет собой «только дальнейший практический вывод из теософии Бёме». Ключевыми аспектами его теории были полный отказ от какой-либо внешней церковности (и общение христианина напрямую с Богом), добровольная бедность, а также отречение от земной любви и отказ от брака, поскольку, по его мнению, истинный христианин женат на небесной Софии; в частности, по этой причине он критиковал Мартина Лютера за отмену обета безбрачия для духовенства. Праведность жизни, по его мнению, предполагала последовательное неприятие лютеранской доктрины оправдания, а заключительным этапом достижения святости он считал самоотречение и отказ от всех земных желаний. Последователи его учения назывались гихтелианцами, или братией Ангелов (Engelsbrüder), потому что воздержанием от брака и радостей мира и созерцательной жизнью они надеялись сравняться с ангелами. По некоторым данным, их общины, хотя и в небольшом числе, существовали в Амстердаме и Лейдене, а кое-где и в Германии (в Берлине, Магдебурге, Дрездене и Нордхаузене), ещё в начале XIX века. Часть писем Гихтеля была издана без его ведома Готфридом Арнольдом в 1701 году, другие — в 1708 году; затем всё собрание явилось под заглавием «Практической теософии» («Theosophia practica. Halten u. Kämpfen ob dem heiligen Glauben bis ans Ende», Лейден, 1722). Книга Theosophia practica переведена на русский язык и издана в 2014 году издательством ARC.